# Максименко Василь Іванович
Васи́ль Іва́нович Макси́менко (* 12 лютого 1913, Харцизьк, сучасна Донецька область — † 5 червня 2004, Рига) — радянський військовий льотчик, Герой Радянського Союзу (1942). 

## Життєпис
Закінчив семирічку, по тому — два курси Ленінградського електрозварювального технікуму, з 1935 року служить в лавах Червоної армії.
1938 року закінчує Оренбурзьке військово-авіаційне льотне училище.
Учасник Вторгнення СРСР до Польщі.
З червня 1941 року воює на радянсько-німецьких фронтах — командир ескадрильї 88-го винищувального авіаційного полку 216-ї винищувальної авіаційної дивізії 4-ї повітряної армії Закавказького фронту. Воював на Другому Білоруському, Південному, Північно-Кавказькому, Четвертому Українському фронтах.
Як військовий льотчик виконував завдання по патрулюванню, перехопленні, розвідці, супроводу, штурмуванню. В повітряні бої вступив у небі Донбасу.
Вже 12 липня збиває літак супротивника над Каневом, 13-14 серпня в боях над Каневом — окремо і в групі — 4 літаки. 27 грудня 1941 року ланка Максименка з 7 літаків біля Чистякового вступає в бій з силами люфтваффе, три німецькі повітряні машини не повернулися, одного літака збив Чистяков.
3 січня 1942 року на дорозі Харцизьк — Чистякове при розвідці було виявлено колону автомашин з військовими та боєприпасами, колона була ліквідована.
5 січня 1942 в повітряному протистоянні біля Матвієвого Кургану (Ростовська область) збив ще одного літака противника.
В лютому 1942 року ланка з шести винищувачів під його керунком штурмує залізничну станцію Харцизька, було виведено з ладу три потяги з ешелонами. 23 лютого ланка винищувачів в Харцизьку бомбардуванням знищила 8 автівок з військовим вантажем.
В червні 1942 збиває літака в боях за Артемівськ.
До жовтня 1942 року здійснив 250 бойових вильотів, здійснивши 15 повітряних боїв, збив сім літаків супротивника.
Указом Президії ВР УРСР від 23 листопада 1942 року йому присвоєне звання Героя Радянського Союзу із врученням ордена Леніна та медалі «Золота Зірка» — число 741.
В одному бою на Північному Кавказі важко поранений, довго лікувався у фронтовій лічниці, в фронтову шеренгу стає січнем 1943, штурман полку, влітку обійняв посаду командира полку. Воював за звільнення від нацистів Керчі та Севастополя.
За час бойових дій здійснив 516 бойових вильотів, на його рахунку знищених 4 зенітні гармати, 8 вогневих точок, 17 літаків — в одиночці та груповому бою, 55 автомашин, близько 400 військовиків супротивника.
Після закінчення війни продовжує служити у Військово-повітряних силах СРСР, 1955 року закінчує Військово-морську академію.
З 1961 року — полковник запасу, проживав в Ризі, працював на заводі «Ригасільмаш».

## Вшанування та родина
Його земляки збирали кошти, робітник Харцизького заводу Гончаренко М. М. «Головармаліт» вніс 100,000 карбованців — Максименко літав на «особистому літаку» ЛаГГ-3. Також освоїв літаки І-16 та Ла-5.
Батько його залишався в Харцизьку, восени 1942 року розстріляний нацистською владою.
Його іменем названо провулок в Харцизьку, на школі № 6 встановлена пропам'ятна дошка.